# Baltiïskaïa (métro de Saint-Pétersbourg)
Baltiïskaïa (en russe : Балти́йская) est une station de la ligne 1 du Métro de Saint-Pétersbourg. en Russie. Elle est située dans le raïon Amirauté, de Saint-Pétersbourg en Russie.
Mise en service en 1955, elle est desservie par les rames de la ligne 1 du métro de Saint-Pétersbourg. Elle est en correspondance directe avec la gare de Saint-Pétersbourg-Baltique.

## Situation sur le réseau

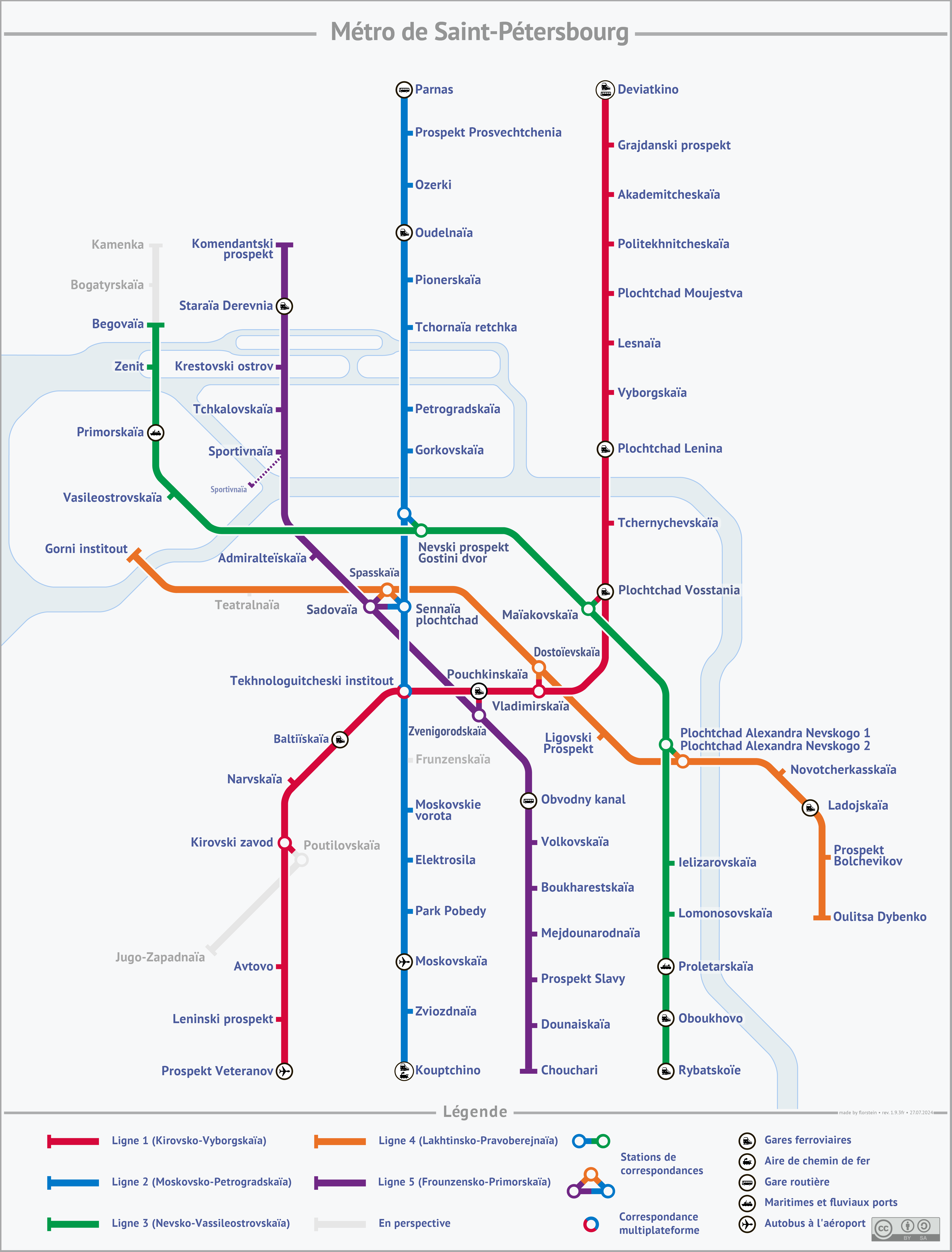
Plan du métro.

Établie en souterrain, à 57 mètres de profondeur, Baltiïskaïa est une station de passage de la ligne 1 du métro de Saint-Pétersbourg. Elle est située entre la station Tekhnologuitcheski institout, en direction du terminus nord Deviatkino, et la station Narvskaïa, en direction du terminus sud Prospekt Veteranov.
La station dispose d'un quai central encadré par les deux voies de la ligne,.

## Histoire
La station Baltiïskaïa est mise en service le 15 novembre 1955, lors de l'ouverture à l'exploitation de la section de Avtovo à Plochtchad Vosstania,. Elle est nommée en relation avec la gare ferroviaire et la place éponymes.

## Service des voyageurs

### Accueil
Elle dispose d'un pavillon de surface, situé à côté de la gare ferroviaire, en relation avec l'ouest du quai par un tunnel en pente équipé de trois escaliers mécaniques.

Installations
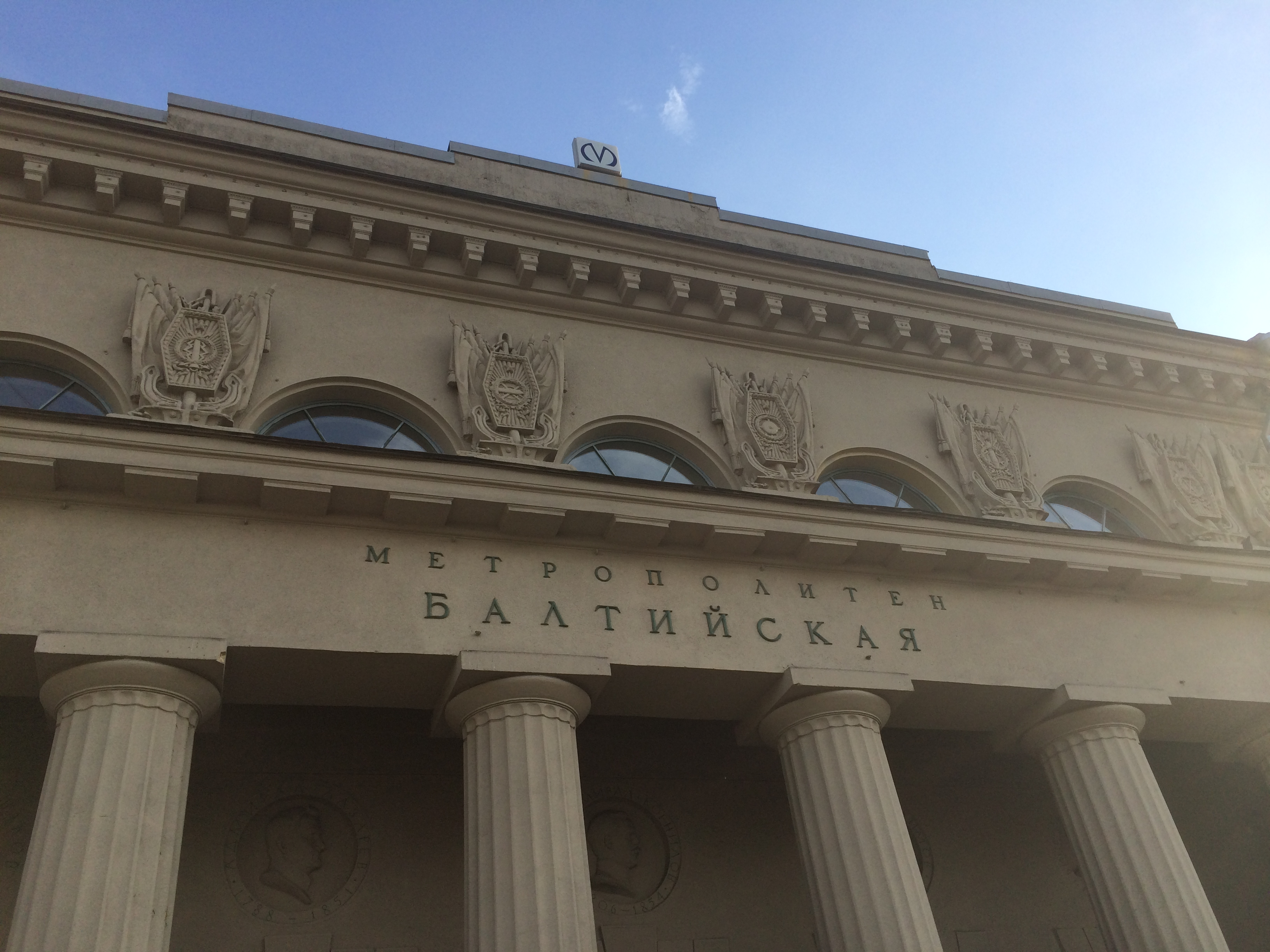
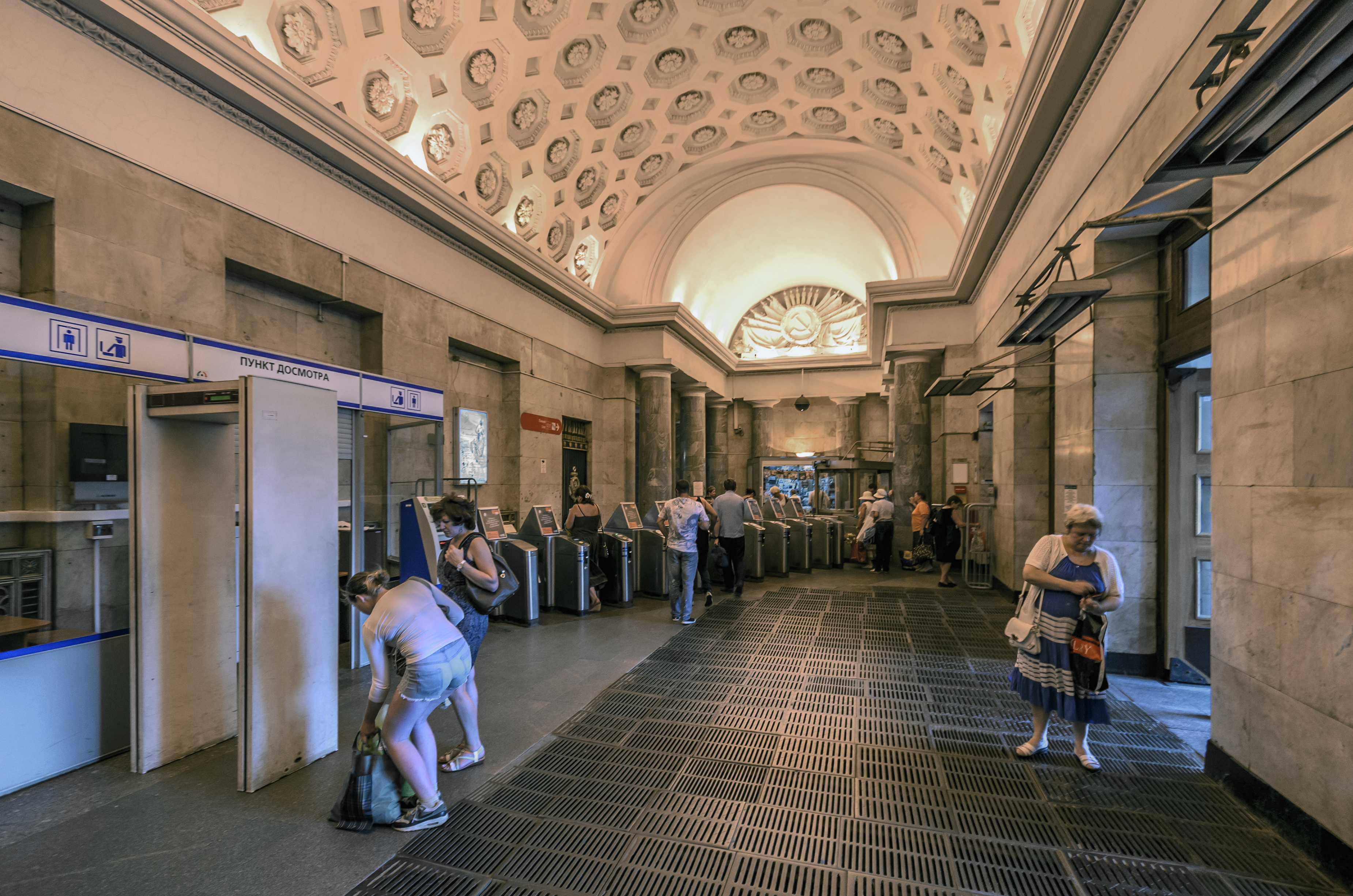
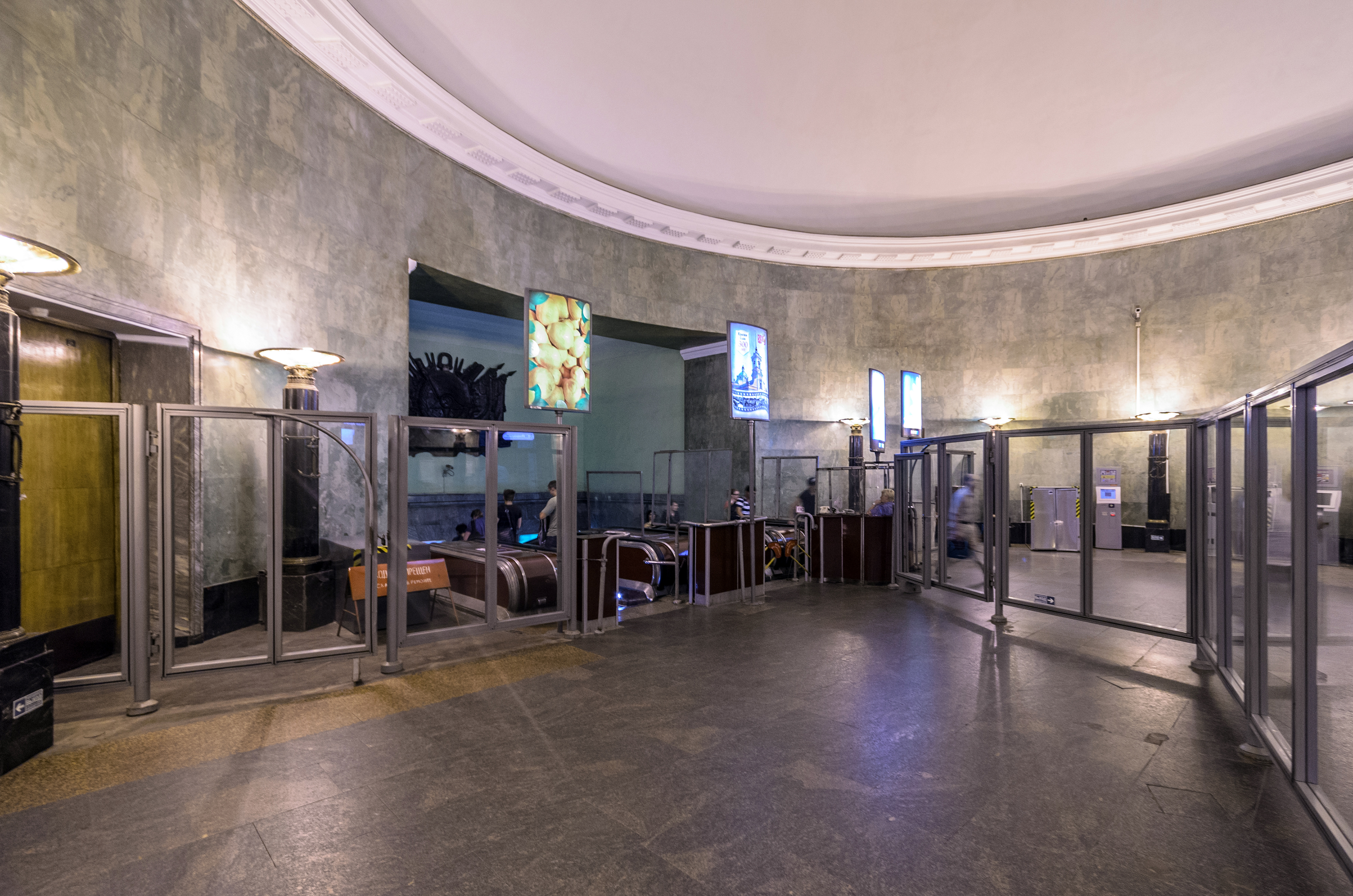

### Desserte
Baltiïskaïa est desservie par les rames de la ligne 1 du métro de Saint-Pétersbourg.

Installations
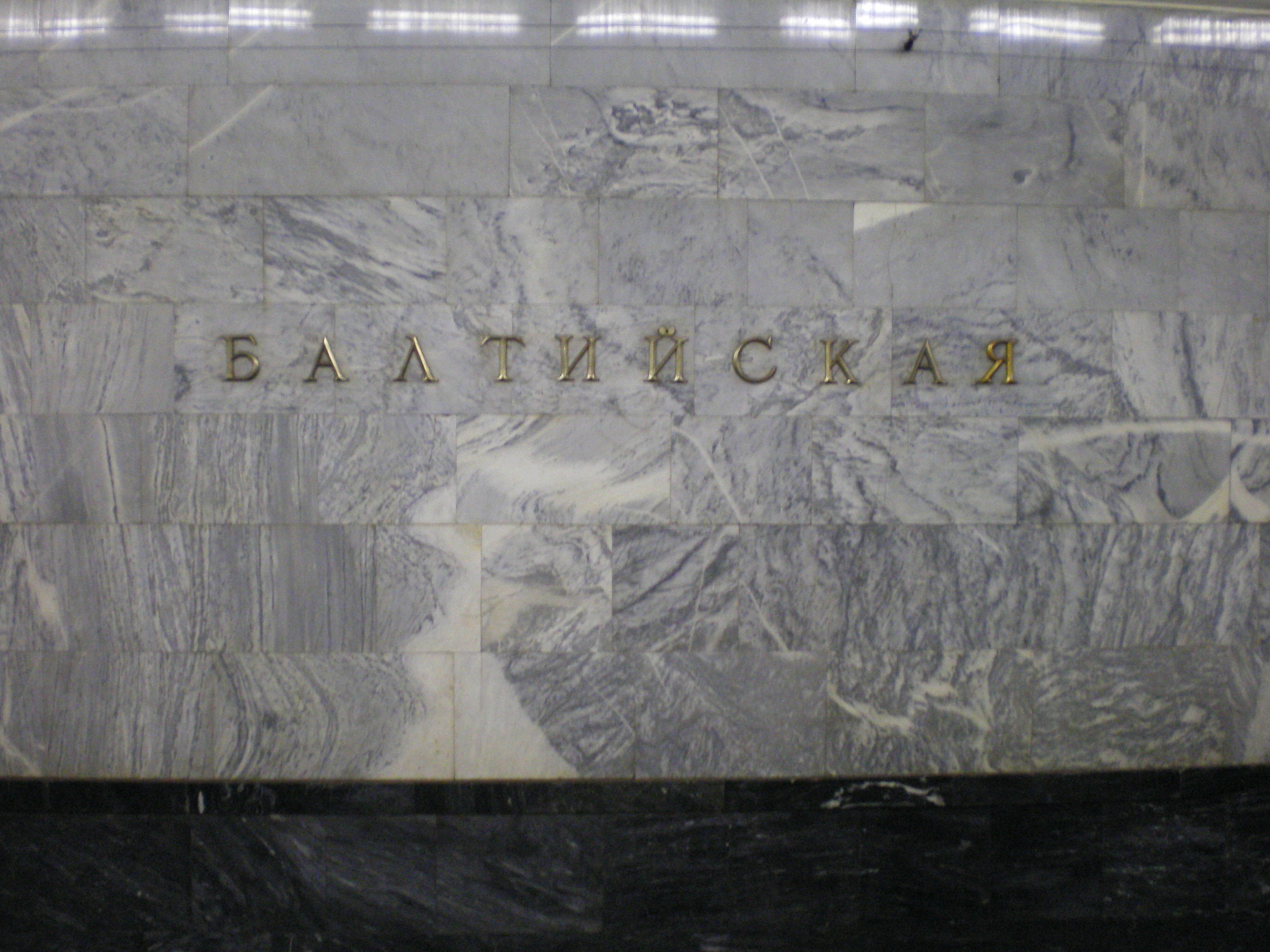
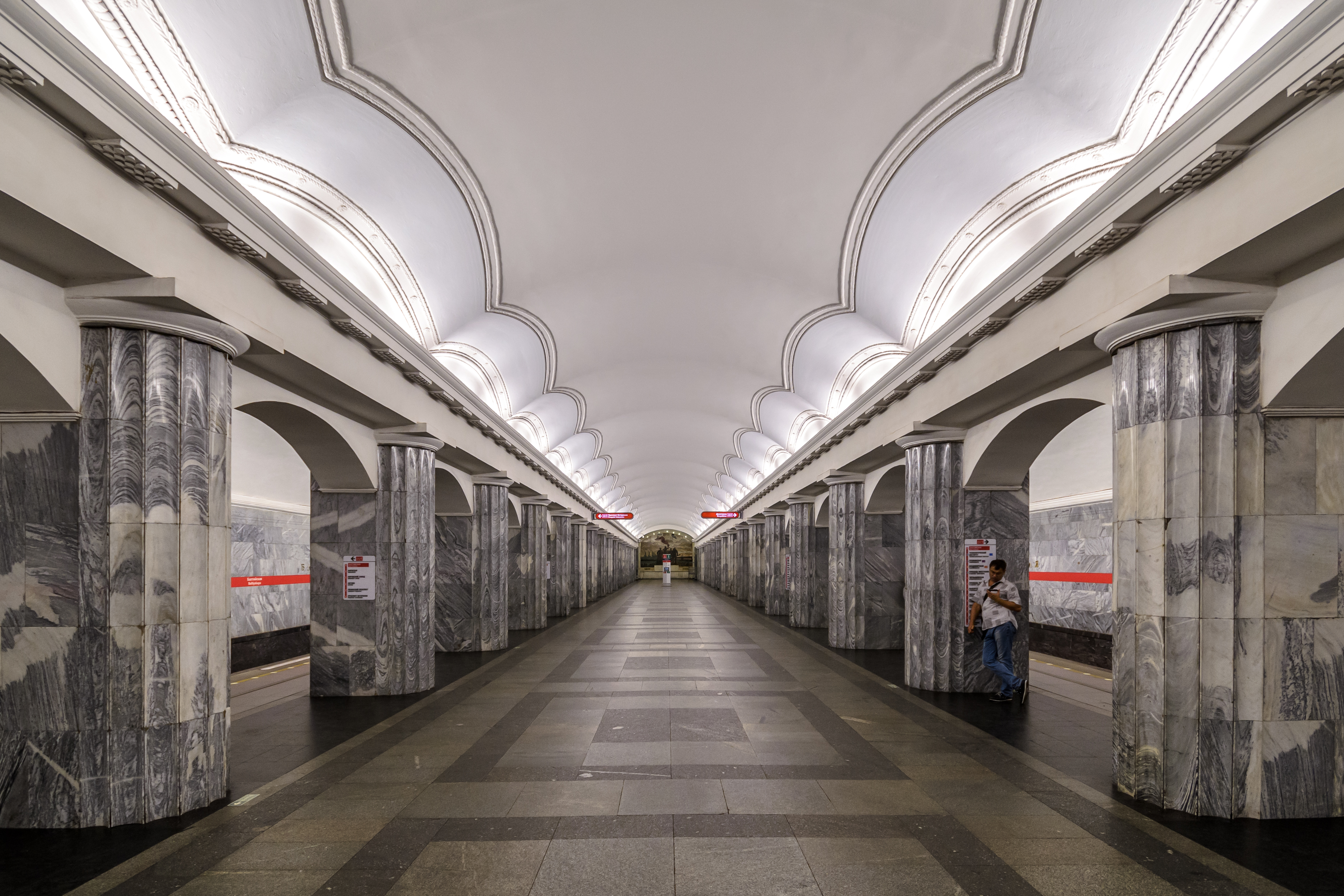
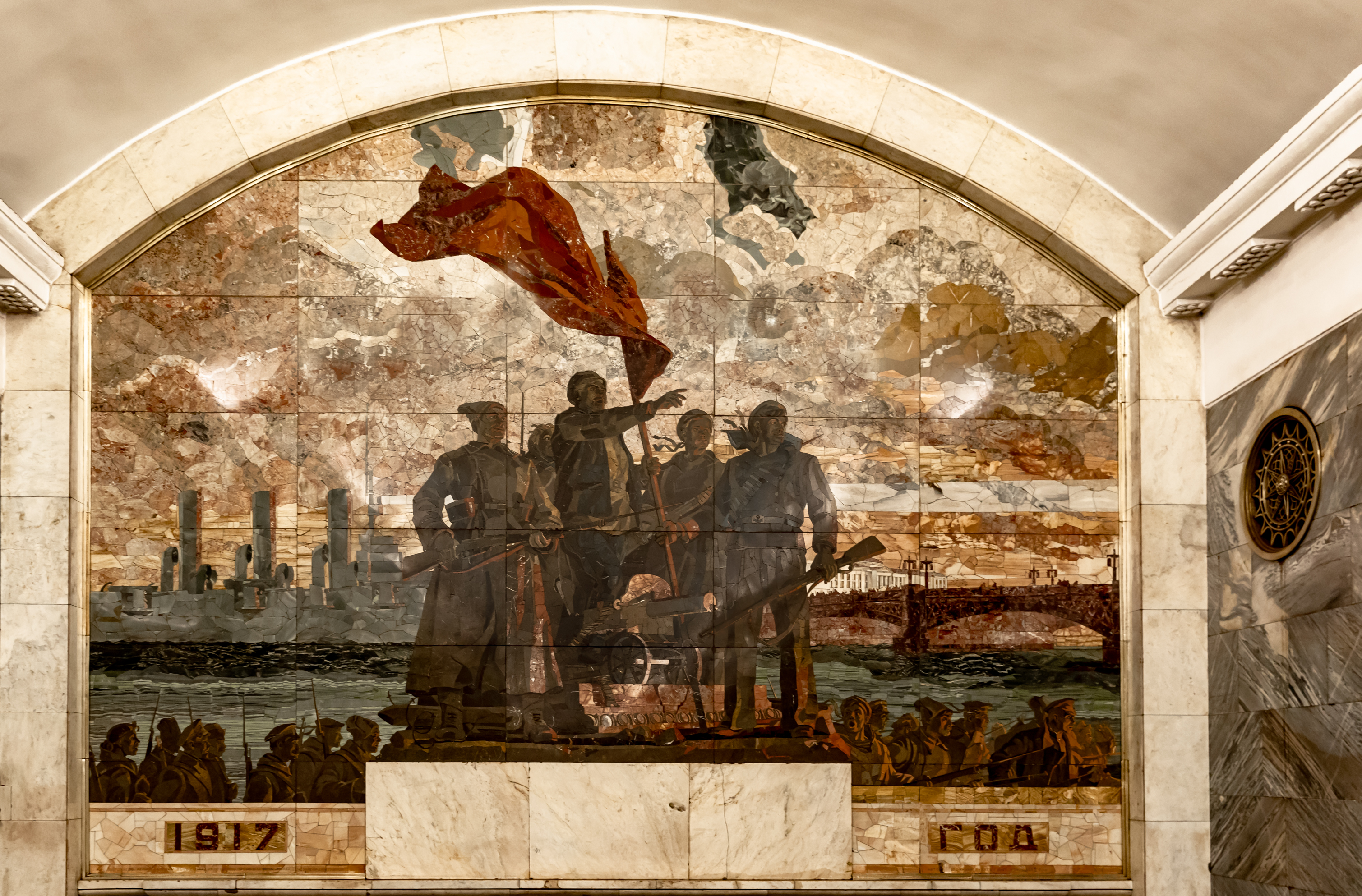

### Intermodalité
Elle est en correspondance avec la gare de Saint-Pétersbourg-Baltique, desservie par de nombreux trains. À proximité : un arrêt des trolleybus de Saint-Pétersbourg est desservie par les lignes 3 et 8 ; et des arrêts de bus sont desservis par plusieurs lignes.